# 布格湖 (什未林)
53°37′27″N 11°24′54″E / 53.62417°N 11.41500°E

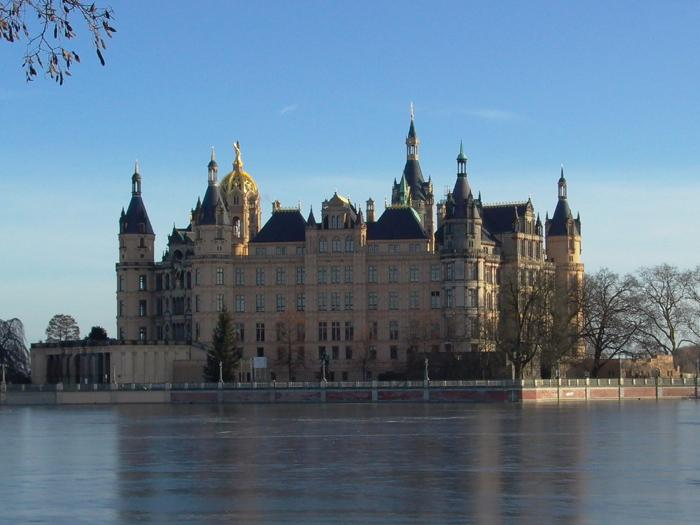

布格湖（德語：Burgsee），是德國的湖泊，位於該國東北部，由梅克倫堡-前波美拉尼亞州負責管轄，處於什未林，面積0.11平方公里，海拔高度38米，平均水深1.5米，最大水深3.5米。